# NGC 3410
NGC 3410 (również PGC 32594) – galaktyka spiralna (S), znajdująca się w gwiazdozbiorze Wielkiej Niedźwiedzicy. Odkrył ją Lawrence Parsons 1 kwietnia 1878 roku.